# ماتفي كوروبوف
ماتفي كوروبوف (بالروسية: Коробов, Матвей Георгиевич) (ولد: 7 يناير 1983 في ماغادان أوبلاست، الاتحاد السوفيتي - )؛ هو ملاكم محترف روسي يصنف ضمن فئة الوزن المتوسط. شارك في دورة الألعاب الأولمبية الصيفية سنة 2008.

## إحصائيات
خاض خلال مسيرته 33 نزالا، فاز في 28 وخسر في 4. فاز بالضربة القاضية في 14 نزالا.التعادل 1

## روابط خارجية
- ماتفي كوروبوف على موقع بوكس ريك (الإنجليزية) (registration required)
- ماتفي كوروبوف على موقع اللجنة الأولمبية الدولية (الإنجليزية)
- ماتفي كوروبوف على موقع أوليمبيديا (الإنجليزية)